# Nesophontes zamicrus
A Nesophontes zamicrus az emlősök (Mammalia) osztályának Eulipotyphla rendjébe, ezen belül a kihalt karibicickány-félék (Nesophontidae) családjába tartozó faj.

## Előfordulása
Ez az állat a Hispaniola nevű sziget haitii felében fordult elő. Élőhelyét megosztotta rokonával a Nesophontes hypomicrusszal. Valószínűleg, mint rokona esetében a kihalásához az európaiak megérkezése vezetett.

## Megjelenése
A karibicickány-félék között a Nesophontes zamicrus volt a legkisebb termetű.

## Életmódja
A Nesophontes zamicrus valószínűleg éjszaka, az avarban mozgott és rovarokkal, valamint egyéb gerinctelenekkel táplálkozott.